# Secretaría de Obras Sociales de la Esposa del Presidente de la República de Guatemala
La Secretaría de Obras Sociales de la Esposa del Presidente de la república (SOSEP) fue creada mediante Acuerdo Gubernativo Número 893-91 del Presidente de la República de fecha 22 de noviembre de 1991, es una dependencia de apoyo a las funciones del presidente de la República. 

## Objetivos
La Secretaria de Obras Sociales de la esposa del presidente de la República, tiene como objetivo impulsar e implementar programas de carácter social dirigidos a la niñez, mujeres, adultos mayores y población en general, priorizando a la población en situación de pobreza o extrema pobreza.